# Nadia Zicoschi
Nadia Zicoschi (Roma, 28 giugno 1966) è una giornalista e conduttrice televisiva italiana.

## Biografia
Inizia la carriera giornalistica dopo la laurea in Lettere conseguita alla Sapienza di Roma. Diventa professionista il 17 settembre 1997. In Rai esordisce al giornale radio sotto la direzione di Paolo Ruffini, anche se la sua prima trasmissione è stata Tornando a casa su RadioDue. Diventata giornalista parlamentare segue i principali avvenimenti politici fino al 2003 quando passa alla televisione, nella redazione politica del TG3 guidato da Antonio Di Bella. Segue le vicende politiche come giornalista parlamentare e inviata. Nel 2007 le affidano la conduzione dell'edizione di mezza sera del Tg e l'anno successivo passa alla conduzione dell'edizione delle ore 14. Nel 2010, con il TG3 passato sotto la direzione di Bianca Berlinguer, il direttore del TG2 Mario Orfeo la chiama per affidarle gli incarichi di giornalista parlamentare, inviata e conduttrice del TG2 delle ore 13,incarichi nei quali viene riconfermata nel settembre del 2011 dal nuovo direttore Marcello Masi. Nel dicembre 2018 passa al TG1 come corrispondente dal Quirinale.